# 柳営茶道
柳営茶道（りゅうえい さどう）は、江戸時代に江戸幕府（将軍家）の元で行われてきた茶道（茶の湯）のこと。武家茶道。流儀としては織部流、小堀遠州流、石州流（石州流宗家、伊佐派、野村休盛派、嘉順派）をさす。
柳営茶道の祖は織部流の古田織部（初代家康・2代秀忠）で、そして小堀遠州流の流祖である小堀遠州（3代家光）、石州流の片桐石州（4代家綱）と続いた。石州流では、伊佐幸琢、野村休盛、谷村三育（孫に嘉順）が幕府の数寄屋組頭となった。
徳川家家臣の親睦団体である柳営会では現在も毎年柳営茶会が行われており、御家流、小堀遠州流、石州流伊佐派、鎮信流が釜を懸けている。いずれの流派も武士の裏芸とされる茶道界の中でも武家茶道において代表的な流派である。

## 沿革
2代将軍秀忠に古田織部が点茶の技を教えたのが始まりで、織部は門下の中野笑雲や原田宗馭を幕府の御茶道頭に推薦した。3代将軍家光は小堀遠州、4代将軍家綱は片桐石州、舟越永景に茶の湯指南役を命じた。
御茶道頭、御数寄屋頭、御数寄屋組頭は、江戸幕府の職制であり、将軍の周囲で、茶の湯の手配や給仕、来訪者の案内接待をはじめ、城中のあらゆる雑用に従事した。年少より厳格な礼儀作法や必要な教養を仕込まれた者が登用され、職務上、城中のあらゆる場所に出入りし、将軍のほか重要人物らと接触する機会が多く、情報に通じて言動一つで側近の栄達や失脚などの人事はもとより政治体制すらも左右することもあったことから、出自や格を超えて重要視、時には畏怖されることもあった。